# Ektoina
Ektoina – organiczny związek chemiczny produkowany naturalnie przez kilka gatunków bakterii.
Ze względu na to, że ektoina chroni komórki przed oddziaływaniem szkodliwych czynników, takich jak wysoka temperatura czy promieniowanie UV, jest stosowana w preparatach łagodzących objawy alergii błon śluzowych nosa i oczu oraz atopowego zapalenia skóry.

Przeczytaj ostrzeżenie dotyczące informacji medycznych i pokrewnych zamieszczonych w Wikipedii.